# David Baxt
David Baxt est un acteur américain.

## Filmographie

### Cinéma
- 1977 : La Dernière Lueur du crépuscule : Sergent Willard
- 1978 : Superman : Burglar
- 1979 : Yanks : G.I. à l'hôpital
- 1980 : Silver Dream Racer : Ben Mendoza
- 1980 : Shining : un garde forestier
- 1981 : Inseminoid : Ricky
- 1982 : Enigma : Melton
- 1984 : Where Is Parsi?
- 1984 : Scream for Help : Jerry
- 1987 : Turnaround : Député Kelly
- 1989 : Batman : Dr Wayne
- 1998 : Marrakech Express : un touriste
- 2000 : Les Larmes d'un homme : l'avocat du studio

### Télévision
- 1976 : Metamorphosis Alpha : Morgan Evans
- 1979 : The Tomorrow People : Morgan Evans (4 épisodes)
- 1980 : Oppenheimer : Colonel John Lansdale (2 épisodes)
- 1982 : We'll Meet Again : Sergent Mario Bottone (8 épisodes)
- 1983 : Philip Marlowe, détective privé : Sneyd (1 épisode)
- 1984 : The Brief : Capitaine Bobby Macklin (4 épisodes)
- 1985 : Mission casse-cou : Joe (1 épisode)
- 1985 : Signé Cat's Eyes : Lyman (1 épisode)
- 1987 : Le Secret de l'héritier : Phil Bundy
- 1988 : Blind Justice : Schumacher (1 épisode)
- 1992 : Un privé sous les tropiques : Cartwright (1 épisode)
- 1994 : Space Precinct : Sergent Bill Gray (1 épisode)
- 1997 : McLibel! : Ray Cesca (1 épisode)